# Proibito (film 1954)
Proibito è un film del 1954, diretto da Mario Monicelli, tratto dal romanzo La madre di Grazia Deledda.

## Trama
Paolo Solinas, giovane parroco, ritorna al suo paese natìo, in Sardegna, dove si trova coinvolto nella faida tra due famiglie rivali: i Barras e i Corraine. Memore dell'amore che l'ha legato anni prima ad Agnese, una delle figlie dei Barras, Paolo tenta di riportare, con la mediazione della ragazza, la pace fra le due famiglie. Il tutto potrebbe finire lietamente, visto il desiderio del capofamiglia dei Corraine, Costantino, di far sposare il proprio nipote con Agnese; tuttavia, nessuno ha messo in conto i sentimenti della giovane che, ancora innamorata di Paolo, rifiuta categoricamente le nozze. La guerra, dunque, ricomincia più violenta di prima. Avendo compreso di provare ancora attrazione verso Agnese e di essere ricambiato, a Paolo non resta che un'alternativa: chiedere di essere trasferito. Sarà Agnese, però, ad andarsene, mentre Costantino, il capofamiglia dei Corraine, si costituisce alle autorità.

## Realizzazione
Ittiri, Tissi, Codrongianos, Aggius e Aglientu, in provincia di Sassari, ospitarono nel 1954 le riprese del film. Alla realizzazione della pellicola presero parte numerosi residenti come comparse, e gli attori soggiornarono per un breve periodo nelle case del paese. Furono numerosi i luoghi che interessarono le riprese. Alcune scene, come quelle che riguardavano il covo dei banditi di Corraine, furono girate ad Ardara, sotto le rocce di Pianu Inzas. Fu proprio in questo sito che fu girata la sparatoria (ambientata nottetempo) nella quale perde la vita il maresciallo dei carabinieri. La prima scena dell'agguato ai carabinieri venne invece girata lungo la strada provinciale 3 sotto i costoni di Giorrè in comune di Cargeghe.

## Incassi
Incasso accertato a tutto il 31 marzo 1959 Lit. 279.887.420